# Ancienne caserne de pompiers de Kowloon
L'ancienne caserne de pompiers de Kowloon (前九龍消防局, Old Kowloon Fire Station) est un monument historique de Hong Kong situé dans le quartier de Tsim Sha Tsui à Kowloon, plus précisément au 33 Salisbury Road (en). Avec l'ancien siège de la police maritime, elle fait maintenant partie du complexe commercial 1881 Heritage.
Elle se compose d'un bloc principal et d'une caserne d'hébergement. Le bloc principal date de 1920, tandis que la caserne à deux étages date de 1922. Elle sert de caserne de pompiers jusqu'en 1971, date à laquelle elle est remplacée par la caserne de pompiers de Tsim Sha Tsui (en) de Canton Road (zh). Elle était également connue sous le nom de « caserne de pompier du terminus » en raison de sa proximité avec la gare de Kowloon (démolie en 1974), le terminus sud de la section britannique de la ligne Kowloon–Canton.
Le bloc principal de la caserne de pompiers est classé comme bâtiment historique de rang II depuis 2009.

## Galerie

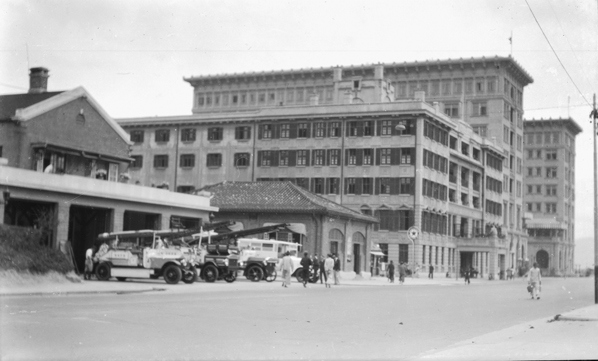
La caserne (sur la gauche) dans les années 1930.
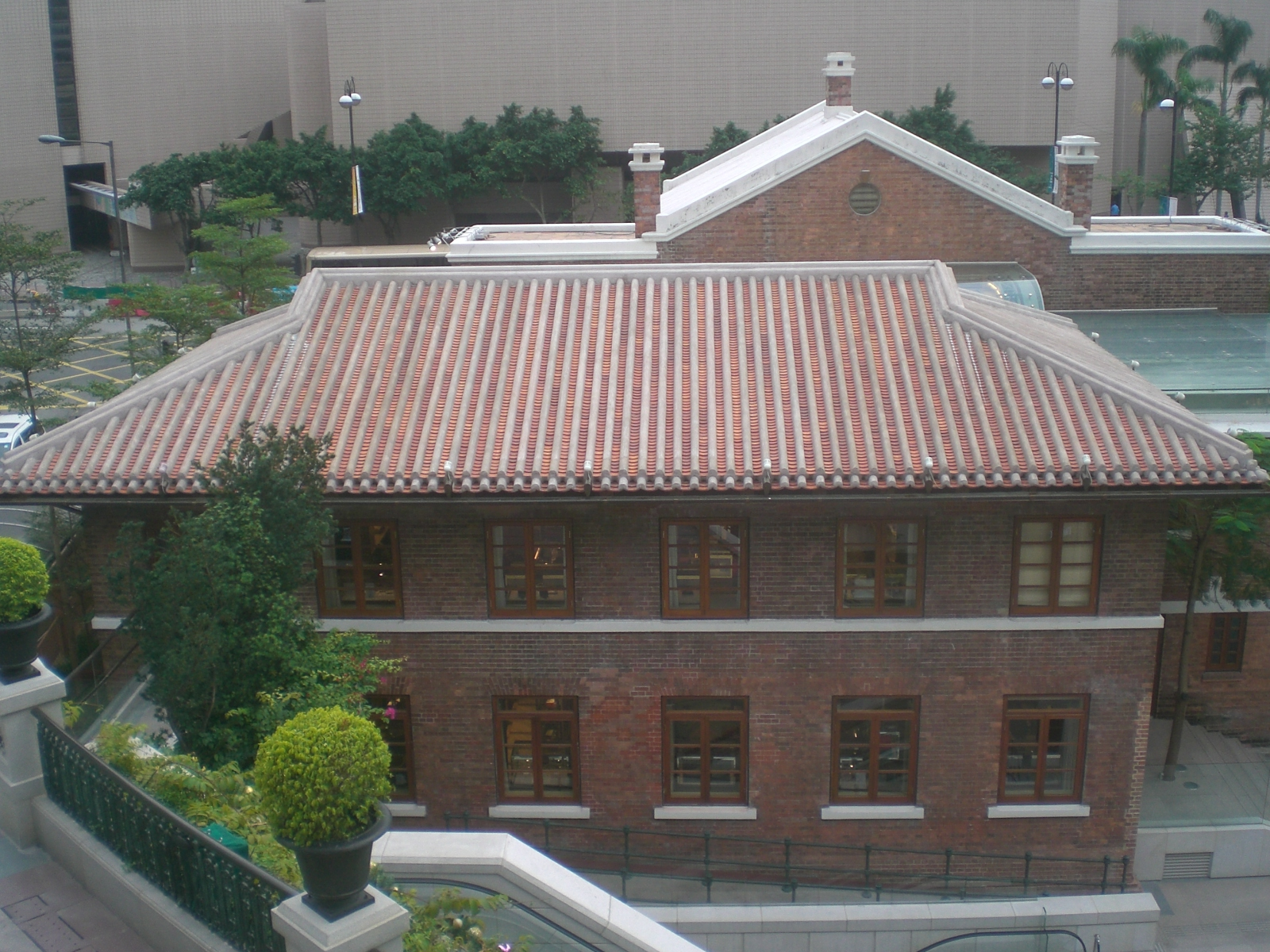
Le bloc d'hébergement.